# Rayaces
Rayaces es una localidad del municipio de Ampudia, en la Provincia de Palencia, comunidad autónoma de Castilla y León, España.

## Geografía
En la comarca de Tierra de Campos, al sur de la provincia, al pie del Pico de la Horca (862 m s. n. m.) y situada en la carretera autonómica   P-901   de Palencia a Ampudia, de donde parte, en dirección sur,  el acceso a la localidad  vecina  de Monte la Torre, situada a 2.5 km de distancia.

## Demografía
Evolución de la población en el siglo XXI
| Gráfica de evolución demográfica de Rayaces entre 2000 y 2020      |
|                                                                    |
| Población de derecho (2000-2020) según el padrón municipal del INE |

## Patrimonio
Tres kilómetros al este se encuentra el Monasterio de Nuestra Señora de Alconada.